# Круті стволи
Круті стволи (англ. Mean Guns) — американський бойовик режисера Альберта П'юні знятий у 1997 році.

## Сюжет
У щойно відбудованій в'язниці якийсь Мун збирає найкрутіших бойовиків синдикату і оголошує правила гри, відмовитися від яких неможливо. Троє, які залишаться в живих повинні забрати приз у 10 млн доларів. Гра починається. У битві утворюються дві групи, з яких виділяється одна — з політичним професійним вбивцею, його колишнім босом, дуже крутою блондинкою і випадково потрапившою в цю історію журналісткою.

## У ролях
- Крістофер Ламберт (англ. Christopher Lambert) — Лу
- Айс-Ті (англ. Ice-T) — Вінсент Мун
- Майкл Галслі (англ. Michael Halsey) — Маркус
- Дебора Ван Валкенберг (англ. Deborah Van Valkenburgh) — Кем
- Тіна Коте (англ. Tina Cote) — Барбі
- Юдзі Окумото (англ. Yuji Okumoto) — Кінь
- Том Мет'юз (англ. Thom Mathews) — Ворон
- Кімберлі Воррен (англ. Kimberly Warren) — Ді
- Гантер Дуґті (англ. Hunter Doughty) — маленька Люсі
- Джеррі Ректор (англ. Jerry Rector) — Боб
- Джеймс Веллінґтон (англ. James Wellington) — Рікі
- Гоук Гауелл (англ. Hoke Howell) — комісар Галднер
- Джеймс Метерс (англ. James Mathers) — Джеррі Монтегна
- Мілан Ніксіч (англ. Milan Nicksic) — Коболскі
- Джахі Дж.Дж. Зурі (англ. Jahi J.J. Zuri) — Блонді
- Кімко (англ. Kimko) — Suit
- Джим Колер (англ. Jim Koehler) — Слік
- Роберт Леннон (англ. Robert Lennon) — Осло
- Джон Мачадо (англ. John Machado) — Фетбой
- Мосс Моссберґ (англ. Moss Mossberg) — байкер
- Джилл Пірс (англ. Jill Pierce) — жінка мамбо
- Ерл Вайт (англ. Earl White) — одноокий (в титрах не вказаний)